# Mühldorfer Hart

Lage des Mühldorfer Harts im Landkreis Mühldorf am Inn

Das Mühldorfer Hart ist ein etwa 1100 ha großes Waldgebiet im Landkreis Mühldorf am Inn. Eine Teilfläche davon ist das 7,12 km² große gleichnamige gemeindefreie Gebiet.

## Lage
Das Waldgebiet grenzt, beginnend im Norden im Uhrzeigersinn, an die Gemeinden Ampfing, Mettenheim, Mühldorf am Inn und Waldkraiburg. Seit dem 29. Oktober 1979 ist das Waldgebiet als Landschaftsschutzgebiet ausgewiesen. Das Hart liegt auf einer Niederterrasse der Würm-Kaltzeit.

## Rüstungsbunker
Unter dem Decknamen Weingut I sollte hier während des Zweiten Weltkriegs unter Einsatz von KZ-Häftlingen, Kriegsgefangenen und Zwangsarbeitern ein halbunterirdischer Rüstungsbunker für die Produktion der Messerschmitt Me 262 entstehen. Der Fabrikbunker wurde 33 Meter breit und 400 Meter lang angelegt mit acht Etagen unter zwölf riesigen Betonbögen. Für die Produktionsstätte wurden nur sieben der Bögen fertiggestellt. Nach dem Krieg wurden sechs der Bögen mit 110 Tonnen TNT durch die US-Truppen gesprengt. Die Anlagen wurden geschleift. Nur noch Reste zeugen von diesem Projekt.

## KZ-Gedenkstätte
In Verbindung mit dem Bauprojekt entstanden mehrere KZ-Außenlager und Arbeitslager im Mühldorfer Hart. Zur Erinnerung an das Leiden der Gefangenen und die auf den umliegenden KZ-Friedhöfen bestatteten Toten wurde im April 2018 im Mühldorfer Hart neben einem ehemaligen Massengrab, in dem nach dem Krieg mehr als 2.200 ermordete Menschen gefunden wurden, eine dreiteilige KZ-Gedenkstätte eröffnet.
Am 22. August 2022 schändeten mindestens zwei bislang unbekannte Täter die KZ-Gedenkstätte und beschmierten Gedenktafeln und Ausstellungsgegenstände mit Nazi-Symbolen.